# Bassia lasiantha
Bassia lasiantha är en amarantväxtart som beskrevs av Helmut E. Freitag och G. Kadereit. Bassia lasiantha ingår i släktet kvastmållor, och familjen amarantväxter. Inga underarter finns listade i Catalogue of Life.